# Casimirella beckii
Casimirella beckii är en tvåhjärtbladig växtart som först beskrevs av Fernández Casas, och fick sitt nu gällande namn av F.J. Breteler. Casimirella beckii ingår i släktet Casimirella och familjen Icacinaceae. Inga underarter finns listade i Catalogue of Life.